# アラン・アームストロング (俳優)
アラン・アームストロング（またはアルン・アームストロング, Alun Armstrong, 1946年7月17日 -）は、イギリスの俳優。 

## 人物
イングランド北東部のダラム州で育ち、グラマースクールで出会ったシェイクスピア作品を通して演技に興味を持つようになった。1970年代初頭に俳優としてのキャリアをスタートさせて以来、彼自身曰く「奇怪な役柄からミュージカルに至るまで、あらゆるキャラクターを演じてきた。時に狂気じみ、時に傍若無人で、時にサイコといったように、私の演技のありようは常に多種であった」という。

## 略歴
1946年にダラム州アンフィールドプレインで生まれた。父は炭鉱夫で、両親はともにメソジストの信徒伝道者であった。アンフィールドプレイン中学からコンセット・グラマースクールに通い、そこで教師から演技をやってみるように促された。低学年の時、戯曲『じゃじゃ馬ならし』でペトルチオを演じる。これは後にロイヤル・シェイクスピア・カンパニーの劇団員として演じる役であった。
若い頃彼は1964年に国立青少年劇場サマースクールに参加しましたが、彼の経歴と北部のアクセントが彼を場違いに感じさせました。アームストロングはRADAのオーディションを受けましたが、受け入れられませんでした。代わりに彼はニューカッスル大学で美術を学んだ。彼はコースが大げさで、自分には合わないと感じ、2年後にクラスへの出席をやめたため追放されました。アームストロングは、煉瓦工と墓掘りの仕事をしていたので、再び演技を始めることにしました。 彼はケンブリッジアートでアシスタントステージマネージャーとして働くことから始めました。

## 出演作品

### 映画
- リトル・ドリット
- エラゴン 遺志を継ぐ者
- ヴァン・ヘルシング（ジネット枢機卿）
- アンビリーバブル
- シークレット・パラダイス
- マイ・ウェイ 銃声のレクイエム（ビル）
- ハムナプトラ2/黄金のピラミッド（大英博物館館長）
- 戦場のジャーナリスト
- プルーフ・オブ・ライフ
- いつまでも二人で
- オネーギンの恋文
- ブレイブハート（モーネイ）
- 恋する予感
- 冒険野郎マクガイバー/核爆発へのカウントダウン
- スプリット・セカンド
- ホワイトハンター ブラックハート（ラルフ・ロックハート）
- ビリー・ザ・ハスラー
- フランス軍中尉の女
- 尺には尺を
- 別れのクリスマス

### テレビシリーズ
- ニュー・トリックス〜退職デカの事件簿〜（ブライアン・レイン）
- ブリーク・ハウス
- モース警部シリーズ VOL.22 ハッピー・ファミリー
- ダウントン・アビー (ストーウェル)
- ホロウ・クラウン/嘆きの王冠 (ノーサンバランド伯)
- ペニー・ドレッドフル
- フロンティア

### オリジナルビデオ
- ヴァン・ヘルシング アニメーテッド